# Gypona marginella
Gypona marginella är en insektsart som beskrevs av Delong 1980. Gypona marginella ingår i släktet Gypona och familjen dvärgstritar. Inga underarter finns listade i Catalogue of Life.